# Lázaro de Monte Galesios
Lázaro de monte Galesios (en griego: Λάζαρος ὁ Γαλησιώτης, Lazaros ho Galēsiōtēs; c. 972/981 - 7 de noviembre de 1053) fue un monje y estilita bizantino del siglo XI, que fundó una comunidad monástica en el monte Galesios cerca de Éfeso.

## Vida
Lázaro nació cerca de Magnesia en una familia de campesinos, y su nombre original era Leo (Λέων). Se desconoce la fecha exacta de su nacimiento; tradicionalmente se ha calculado en 972, pero una referencia en un manuscrito (Moscú, Hist. Mus. 369/353, fol. 220) registra que murió a la edad de 72 años, por lo que nació en 981.
Después de terminar su educación primaria, dejó su casa y se fue a Attaleia para convertirse en monje. Más tarde fue a  Mar Saba en Palestina, antes de regresar a su región de origen. Fundó tres monasterios en el monte Galesios, cerca de Éfeso, mientras que él mismo se convirtió en estilita y vivió en un pilar. Los monjes de las comunidades monásticas que fundó Lázaro vivían en celdas individuales, en lugar del movimiento cenobítico de la mayoría de los monasterios; incluso se les permitió obtener sus propios ingresos mediante la práctica de una artesanía.

## Hagiografía
La hagiografía de Lázaro fue escrita por su discípulo, Gregorio el kellarita; y reelaborado por el Patriarca de Constantinopla, Gregorio II, a finales del siglo XIII. Según la descripción de Alexander Kazhdan, la hagiografía "tiene pocos milagros sobrenaturales pero muchas viñetas ricas en detalles cotidianos: el joven Lázaro escapó de la seducción sexual en la casa de una niña a la que acompañó a Chonae; el cadáver de Lazaros, con la ayuda del monje". Cirilo, firmó la diatiposis de los monjes; se describen muchos robos y disputas, viajes y visitas. Gregorio se centra en los eventos locales, mientras que Constantinoplase describe como una ciudad remota repleta de peligro ".